# Битка за Будапеща
Битка за Будапеща са сблъсъците във и около град Будапеща между съветската Червена армия и германския Вермахт в периода от 25 декември 1944 до 13 февруари 1945 година, част от Будапещенската операция в последната фаза на Втората световна война.
От септември 1944 г. 8-а армия на група армии „Юг“ под командването на генерал Ото Вьолер води бойни действия на унгарска територия докато се оттегля. След падането на Дебрецен в края на ноември съветските части преминават между реките Дунав и Драва, пробиват защитните линии на германците и завземат южната част на западна Унгария без да срещнат особена съпротива. Резервните войски за Арденската офанзива на източна Словакия и Унгария са отзовани обратно да се бият на източния фронт.
В средата на октомври държавният глава на Унгария Миклош Хорти желае да разоръжи германските съюзници и заедно с руснаците да сключи общо примирие. Намерението му се проваля и на 15 октомври антисемитската партия на кръстосаните стрели прави преврат и идва на власт. От ноември тя става новият политически съюзник на Нацистка Германия. Монархично настроената армия се държи лоялно, но погромите и провокативните действия на „полицията с четните ризи“ отслабват волята за съпротива на цивилното население. Този момент бележи началото на брутални гонения срещу евреи в либерално настроена Унгария. В началото на декември Адолф Хитлер обявява града за крепост на армиите на оста.
На 25 декември Будапеща е цялостно обградена. В образувалия се обръч се намират 800 000 жители на града, 33 000 германци, сред които 8-а СС кавалерийска дивизия Флориан Гайер и 22-ра СС доброволческа кавалерийска дивизия Мария Тереза, също 37 000 унгарски войници на 3-та унгарска армия под командването на СС-обергрупенфюрер и генерал на полицията Карл Пфефер-Вилденбрух и генерал Иван Хинди. Градът е обсаден от 156 000-на войска на 2-ри украински фронт, командвана от маршал Родион Малиновски, от войски на 3-ти украински фронт на Фьодор Толбухин, от румънската армия и унгарските червени доброволчески войски.
През януари 1945 г. се провалят множество опити за освобождаване от обсадата, а липсата на муниции и храна става все по-застрашителна. На 20 януари Унгария подписва със Съветския съюз военно примирие и започва да воюва срещу Германския райх. На 11 февруари 17 000 обсадени отчаяно опитват да пробият обсадата, но претърпяват провал. Само 300 души достигат до силите на Вермахта. На 13 февруари се предават и последните войски. Главното командване на Вермахта обяснява съсредоточаването на войските си в Будапеща със стратегическата мисия да предотврати обсадата и на Виена. Битката за Будапеща струва живота на близо 100 000 войници на Вермахта. 20 дивизии и 1000 самолета на Червената армия са разположени около града в продължение на 51 дена, тъй като съветските водачи виждат в Будапеща важна опорна точка за продължаване на настъплението. Общо във и около Будапеща умират повече от 200 000 души, но от тях само 5000 войници и цивилни са индифицирани поименно. Дунав понася по водите си хиляди тела, а още стотици хиляди са погребани в парковете и горите в областта на града. В Будапеща се водят най-продължителните градски боеве за превземането на една столица през Втората световна война и единствените, водени за такава на европейски съюзник на Германия.
Въпреки увеличаването на 6-а СС танкова армия, която след неуспеха в Арденската офанзива през февруари бързо се връща обратно в Унгария, германските войски не са в състояние да отвоюват обратно града. Също последвалата операция Пролетно събуждане от 6 до 14 март не успява да предотврати съветската офанзива от североизток от 16 март, преминаването на германските граници при Бургенланд на 29 март и битката за Виена на 3 април 1945 година.